# Museo de Huelva
El Museo de Huelva, que anteriormente era llamado Museo Provincial de Huelva, es una institución fundada el 7 de julio de 1920, dependiente de la Junta de Andalucía, cuya sede se encuentra en la actualidad en la Alameda Sundheim de la ciudad de Huelva (España). En un edificio inaugurado el 12 de octubre de 1973 que cuenta con 3000 m² divididos en tres plantas, sótano y pequeña zona ajardinada. Sus fondos se subdividen en tres secciones: la de Bellas Artes, la de Arqueología y la de Etnología. Está declarado Bien de Interés Cultural, con categoría de Monumento.

## Historia
En la historia del arte pictórico en Huelva, hay que tener en cuenta sin duda a la Academia de Pintura y a su director José Fernández Alvarado que se traslada a la ciudad en 1919 para ejercer como rector de la misma, tras la renuncia de su predecesor Eugenio Hermoso. 
El 7 de julio de 1920 se crea la institución "Museo Provincial de Bellas Artes de Huelva" y su Junta de Patronato.
Es el 25 de mayo de 1921, tras largos años de gestión y trabajo arduo, cuando el pintor malagueño consigue inaugurar el proyecto que tanto ansiaba, el Museo Provincial de Bellas Artes de Huelva, aunando en el mismo espacio la Academia de Pintura y un espacio expositivo.
La colección expuesta estaba formada por donaciones de diversos intelectuales y aficionados al arte de la capital, los cuales cedieron piezas de artistas como Van Dyck, Murillo o Valdés Leal, muchas de ellas actualmente desaparecidas. Junto a estas obras, la colección se completaba con pinturas de Fernández Alvarado y producciones de autores locales pertenecientes a la Academia y que habían sido becados por el Ayuntamiento y la Diputación Provincial, entre ellos el ejemplar retratista José Martín Estévez o el paisajista Pedro Gómez y Gómez, además de los retratos de Manuel Cruz Fernández y Rafael Cortés Moreno. Muchas de estas piezas residen actualmente a la colección del Museo de Huelva.
La construcción del inmueble es costeada por Eduardo Díaz Franco de Llanos y el arquitecto de la misma, Moisés Serrano. El lugar elegido para la construcción del Museo es la transitada y céntrica calle Castelar de la capital onubense, actual calle Ricos, cuya gestión fue asumida por el Estado a partir de 1922.
A las obras de arte se le añadió una sección arqueológica comandada por Carlos Cerdán Márquez. Con estos fondos abre sus puertas en los terrenos de la fábrica de gas del Puerto de la ciudad. El aumento de dotación permitió que el Estado, a partir de 1970, se preocupara por designar en Huelva un conservador de museos (D. Mariano del Amo) e inaugurar un edificio que aglutinara todas las piezas.

## Sección de Bellas Artes

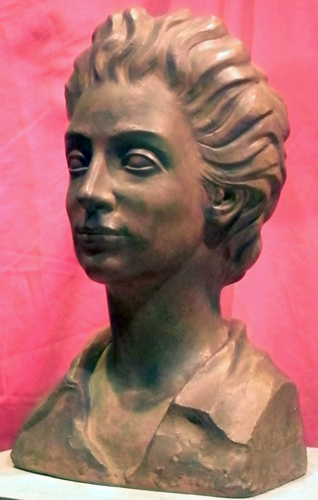
León Ortega: Busto de Mariagus Molina Sáinz.

Con un espacio de 650 m² en cuatro salas más zona de depósito. La dotación es esencialmente pictórica, procedente de centros como el Museo de Bellas Artes de Sevilla, el Museo Español de Arte Contemporáneo de Madrid (en la actualidad Museo Reina Sofía) y de donaciones particulares. Destacan diferentes obras de pintores onubenses contemporáneos como Mateo Orduña Castellano, Granado Valdés, José Caballero, José María Labrador o Sebastián García Vázquez, alumnado de la Escuela de Bellas Artes de la ciudad de la que fuera director Eugenio Hermoso, o artistas como José Alcoverro. En un futuro[¿cuándo?] el espacio se reconvertirá en la sección titulada "El arte de Huelva en el Siglo XX".
El eje central de la colección pictórica, desde 1973, es la exposición de obras del nervense Daniel Vázquez Díaz, artista del siglo XX que dibujó los murales sobre el Descubrimiento y Cristóbal Colón en el Monasterio de Rábida. Sobresalen entre sus pinturas es el retrato cubista influido por su amigo, el poeta Juan Ramón Jiménez de Moguer, "La muerte de un torero" o "Adriano del Valle vestido de monje mercedario".
Desde el 2 de noviembre de 2011 el Museo alberga tres esculturas del ayamontino Antonio León Ortega: el boceto de la imagen de Nuestra Señora de las Angustias de la Hermandad del Santo Entierro y dos bustos de tamaño natural de carácter civil, que representan a Alejandro Herrero Ayllón y a su esposa, Mariagus Molina Sáinz.
También son frecuentes las exposiciones temporales en colaboración con diferentes instituciones de la provincia.

## Sección de Arqueología

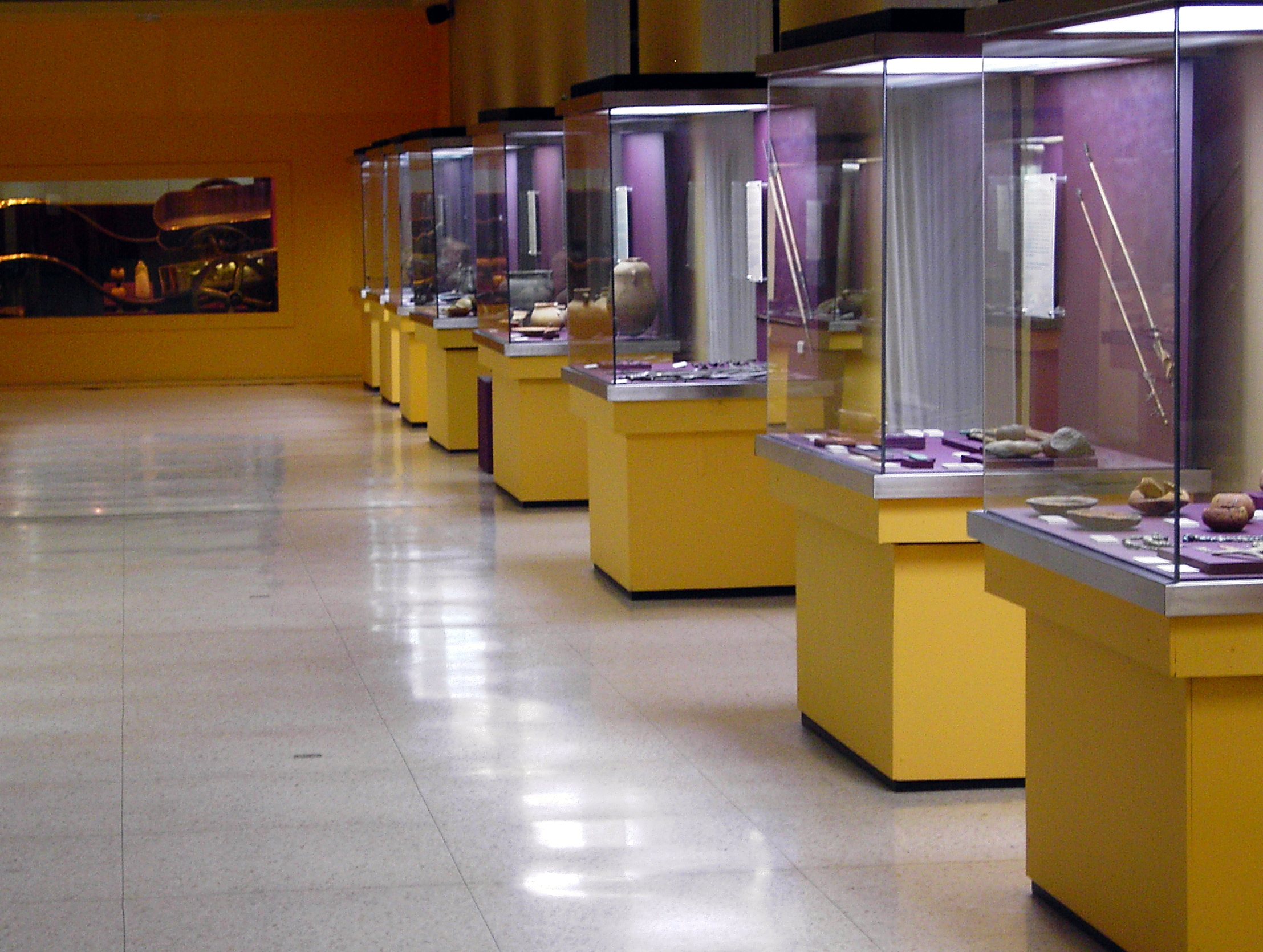
Sección de arqueología. Al fondo puede observarse la reconstrucción de un carro funerario tartésico.

La sección ocupa más de 900 m² divididos en una sala de exposiciones y un depósito.
El paso de culturas milenarias por la provincia de Huelva, la ría, la Isla de Saltés y el actual núcleo urbano han permitido la creación de una amplia exposición de objetos cuya cronología abarca desde el Paleolítico hasta la Reconquista. Son destacables los objetos procedentes de El Pozuelo, de Santa Bárbara y del extinto cabezo de La Joya en la capital ordenados cronológicamente hasta la Edad Media. Asimismo es extensa la colección de fondos relacionados con la historia de las explotaciones mineras en la provincia. Como piezas más destacadas podemos citar:
- Útiles datados en el Paleolítico y el Neolítico, Edad de Bronce, destacando el Tesoro de la Zarcita, consistente en un ajuar funerario completo; una estatuilla de divinidad fenicia del siglo VII a. C. o la reconstrucción de un carro funerario del mismo siglo encontrado en el yacimiento tartésico de La Joya.[12] Todo ello se engloba en la exposición denominada "Tartessos: del mito a la realidad".
- Son interesantes algunos artefactos fenicios y griegos y objetos de origen romano encontrados en explotaciones mineras de la provincia, como la reconstrucción de una rueda hidráulica de más de cuatro metros y única en España a partir de elementos originales. Fue encontrada en 1928 en la localidad de Minas de Riotinto.
- También es reseñable la cuidada reconstrucción de una casa celta.
- De época árabe, y procedentes de la capital, destacan un capitel califal de mármol, una campana mozárabe de bronce y unas estelas malagueñas de reflejos metálicos.

## Sección de Etnología
Aunque no funciona como tal, se encuentra centrada en la artesanía y tradiciones profanas y religiosas de las localidades de la provincia de Huelva. La dotación se encuentra repartida entre Huelva y Sevilla. En su espacio se realizan diferentes exposiciones temporales.

## Guías históricas del Museo
- Enrique C. Martín Rodríguez. Museo de Huelva: Una aproximación visual a la Colección de Bellas Artes. Junta de Andalucía - Consejería de Cultura. Barcelona. 2007. ISBN: 978-84-8266-691-4.
- Juan Fernández Lacomba. Manuel Cruz Fernández (1892-1967). Junta de Andalucía - Consejería de Cultura. Sevilla. 2008. ISBN: 978-84-8266-762-1.